# Holger Meins

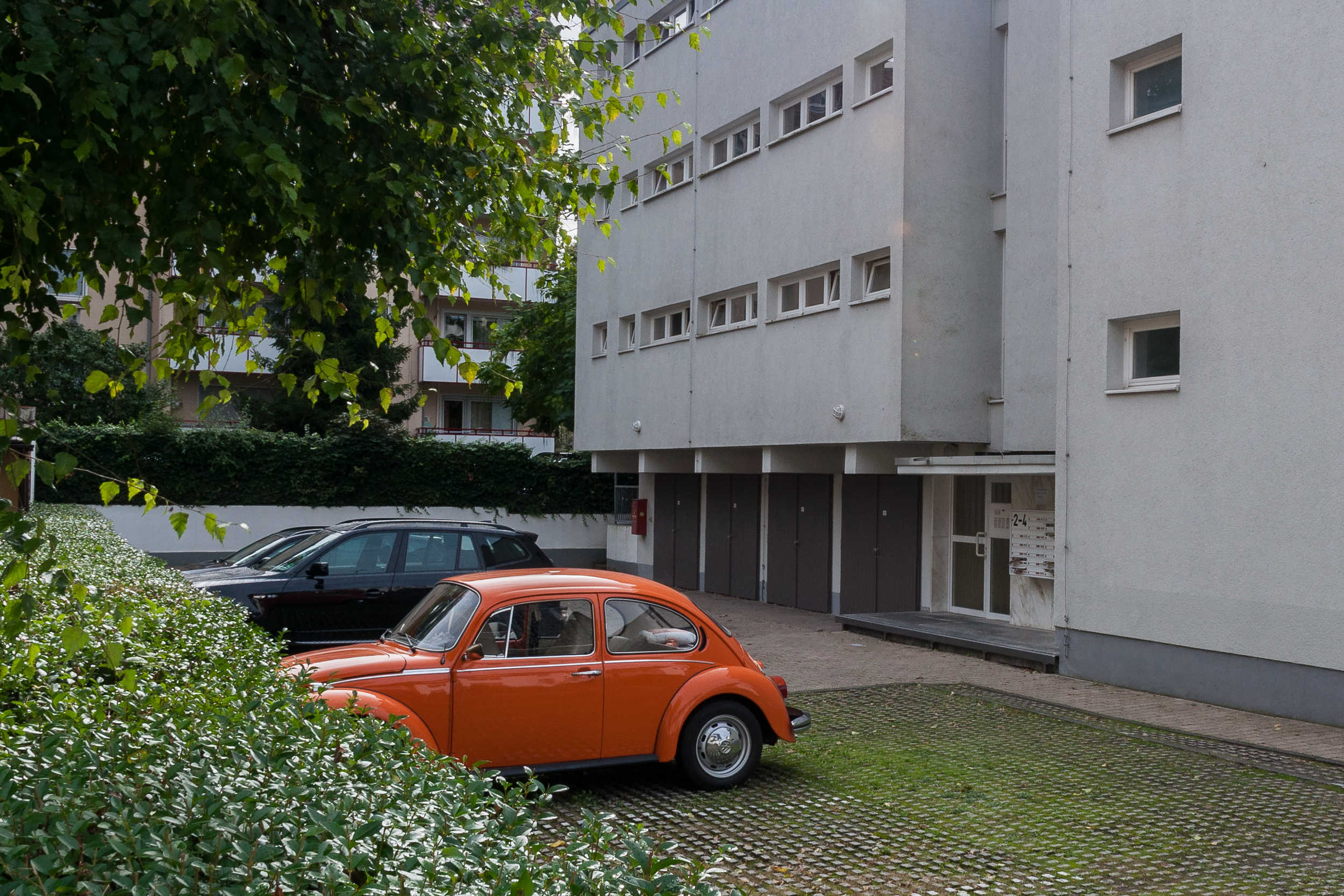
Vid detta bostadshus på Hofeckweg 2–4 i centrala Frankfurt am Main greps Holger Meins tillsammans med Andreas Baader och Jan-Carl Raspe den 1 juni 1972.

Holger Klaus Meins, född 26 oktober 1941 i Hamburg, död 9 november 1974 i Wittlich, var en västtysk filmstudent, som var en betydande medlem i Röda armé-fraktionen. Han avled till följd av en hungerstrejk i fängelse.

## Biografi
Holger Meins studerade film i Västberlin i slutet av 1960-talet, då studentrörelsen växte och blev till en stor proteströrelse. Polisens jakt efter terrorister som drabbade flera studenter, däribland Meins, bidrog till att Meins anslöt sig till Röda armé-fraktionen (RAF, Baader-Meinhof-ligan) 1970, samma år som organisationen hade bildats. Meins blev snart en av de ledande inom RAF:s inre krets, den så kallade hårda kärnan.
Under 1972 genomförde RAF flera attacker riktade mot den västtyska staten och amerikanska militärförläggningar med Meins som deltagare. Den 1 juni 1972 kunde polisen efter eldstrid gripa Meins tillsammans med Andreas Baader och Jan-Carl Raspe. Meins deltog senare i RAF:s hungerstrejker som genomfördes i protest mot förhållandena i fängelset. Meins dog den 9 november 1974 under en av dessa hungerstrejker; han vägde vid sin död endast 39 kilo. I sitt testamente hade Meins bland annat skrivit:
| ”               | För det fall att jag i häkte passerar från livet till döden var det mord. Likgiltigt vad svinen kommer att påstå... Tro inte på mördarnas lögner. | „ |
| – Holger Meins, | |   |

Meins död inspirerade tyska vänsteraktivister att ta upp den väpnade kampen, och bland annat bildades Kommando Holger Meins. Redan följande dag, den 10 november, bröt sig medlemmar ur 2 juni-rörelsen in i juristen Günter von Drenkmanns bostad i Berlin och sköt denne till döds. Drenkmann var ordförande för Västtysklands högsta domstol.
Vid Meins begravning i Hamburg-Stellingen den 18 november 1974 ropade Rudi Dutschke med höjd knuten hand: ”Holger, der Kampf geht weiter!” (”Holger, kampen fortsätter!”).

## Populärkultur
I filmen Der Baader Meinhof Komplex från 2008 gestaltas Holger Meins av Stipe Erceg.